# Partidul Socialist al Albaniei
Partidul Socialist al Albaniei (Partia Socialiste e Shqipërisë în albaneză) este un partid social-democrat albanez, având 66 de parlamentari în adunarea națională, dintr-un total de 140. Partidul Socialist a fost în putere între 1997 și 2005, după o criză politică, sub Fatos Nano. 
În alegerile generale din 2001 a obținut 73 de locuri în Parlament, ceea ce i-a permis să formeze guvernul. În alegerile generale din 3 iulie 2005, Partidul Socialist a pierdut majoritatea și Partidul Democrat Albanez a format noul Guvern, obținând majoritatea printr-o coaliție cu 81 de locuri.
Partidul Socialist al Albaniei este succesorul legal al Partidului Albanez al Muncii (care a fost odată Partidul Comunist al Albaniei). Are orientare social-democrată și este membru al Internaționalei Socialiste. Actualul președinte al partidului este Edi Rama, primarul Tiranei, după ce Fatos Nano și-a dat demisia din cauză că a pierdut alegerile legislative din iulie 2005.